# Westermurrer Sägmühle
Westermurrer Sägmühle ist ein zur Stadt Murrhardt gehörender kleiner Weiler im baden-württembergischen Rems-Murr-Kreis.

## Lage
Der aus einer Mühle hervorgegangene Weiler liegt am Fautsbach, einem rechten Zufluss der oberen Murr, unmittelbar nach dem Zufluss des Gruppenbachs und etwa 4 Kilometer südlich der Stadt Murrhardt. Der kleine Ort besteht aus neun Häusern. Umliegende Ortschaften sind Vorderwestermurr im Norden, die Westermurrer Mühle im Ostnordosten im Mündungsbereich des Fautsbachs, Hinterwestermurr im Südosten und Fautspach im Westsüdwesten weiter aufwärts am Fautsbach.

## Geschichte
Die Siedlung ging aus einer einzelnen Sägemühle hervor, die schon zu Beginn des 19. Jahrhunderts bestand. Diese lag an einem etwa 50 Meter langen Mühlenteich, der vom Fautsbach gespeist wurde, und hatte ein Wasserrad. Um 1830 war die Anlage in der Hand einer großen Besitzergemeinschaft. Zu dieser gehörten der Schlosser Michael Flek, der Landwirt Gottlieb Wurst, Johann Fritz, Eberhard Doz, Gottlieb Bay, Gottlieb Fritz, Jacob Elser, Friedrich Strohmaier, Georg Schad und der Tagelöhner Jacob Hirzel aus Hinterwestermurr. Die Sägemühle blieb lange in Betrieb und noch bis 1965 trieb das Wasserrad die Säge an. Im Jahr 1970 erlosch das Wasserrecht, im selben Jahr brannte die Westermurrer Sägmühle ab. Der Mühlenteich wurde abgelassen. In der Folgezeit entstand auf dem Gelände der ehemaligen Sägemühle ein Autohaus. An die Mühle erinnert nur noch der Ortsname.